# 亞利布
6°28′S 143°38′E / 6.467°S 143.633°E
亞利布（英語：Ialibu），是巴布亞新畿內亞南高地省的城鎮，位於新畿內亞島東部，是亞利布-龐亞縣的縣治，海拔高度1,990米，居民以編織和賣菜籃子為生，2013年人口10,314。